# Cyrtandra agusanensis
Cyrtandra agusanensis là một loài thực vật có hoa trong họ Tai voi. Loài này được Elmer mô tả khoa học đầu tiên năm 1915.